# 克林頓 (印第安納州)
克林頓（英語：Clinton）是一個位於美國印地安納州弗米利恩縣的城市。

## 人口
根據2010年美國人口普查的數據，克林頓的面積為5.90平方千米，當中陸地面積為5.83平方千米，而水域面積為0.07平方千米。當地共有人口4,893人，而人口密度為每平方千米829.32人。